# Eumictoxenus leleupi
Eumictoxenus leleupi är en tvåvingeart som beskrevs av Munro 1962. Eumictoxenus leleupi ingår i släktet Eumictoxenus och familjen borrflugor.
Artens utbredningsområde är Tanzania. Inga underarter finns listade i Catalogue of Life.